# Euplectrus floryae
Euplectrus floryae är en stekelart som beskrevs av Schauff 2001. Euplectrus floryae ingår i släktet Euplectrus och familjen finglanssteklar.
Artens utbredningsområde är Costa Rica. Inga underarter finns listade i Catalogue of Life.